# 不動産流通機構
不動産流通機構（ふどうさんりゅうつうきこう）とは、不動産業者等により構成され、不動産取引の適正化と円滑化を目的とする組織である。

## 指定流通機構
宅地建物取引業法に基づき国土交通大臣に指定された組織は、指定流通機構（していりゅうつうきこう）である。同法第50条の2の5において、「宅地及び建物の取引の適正の確保及び流通の円滑化を目的とする一般社団法人又は一般財団法人」とされている。
指定流通機構は全国4組織あり、通称REINS（レインズ）と呼ばれているが、これは指定流通機構（たる不動産流通機構）が運営している不動産流通標準情報システム（Real Estate Information Network System）の略称を、機構の通称としても用いているものである。
- 公益財団法人 東日本不動産流通機構（東日本レインズ）：北海道、東北、関東、新潟県、山梨県、長野県
- 公益社団法人 中部圏不動産流通機構（中部レインズ）：東海（岐阜県、静岡県、愛知県、三重県）、北陸（富山県、石川県、福井県）
- 公益社団法人 近畿圏不動産流通機構（近畿レインズ）：近畿（滋賀県、京都府、大阪府、兵庫県、奈良県、和歌山県）
- 公益社団法人 西日本不動産流通機構（西日本レインズ）：中国、四国、九州、沖縄県